# Іспухани (Ядринський район)
Іспуха́ни (рос. Испуханы, чув. Йӳçпан) — присілок у Чувашії Російської Федерації, у складі Кільдішевського сільського поселення Ядринського району.
Населення — 354 осіб (2010; 314 в 2002, 517 в 1979, 729 в 1939, 682 в 1926, 551 в 1897, 374 в 1858, 349 в 1795).

## Історія
Історичні назви — Оспухан, Юспінь. До 1724 року селяни мали статус ясачних, 1866 року — державних, займались землеробством, тваринництвом. 17 грудня 1884 року відкрито школу грамоти, з 1905 року — церковнопарафіяльна школа, з 20 жовтня 1917 року — школа Міністерства народної просвіти. 1931 року створено колгосп «Літак». До 1927 року присілок входив до складу Шуматовської сотні Юмачевської, потім Шумшевашинської волостей Курмиського повіту, Селоустьїнської та Шуматовської волостей Ядринського повіту. Після переходу 1927 року на райони — у складі Аліковського, з 1939 року — у складі Совєтського, у період з 26 листопада по 18 грудня 1956 року — знову у складі Аліковського, потім — у складі Ядринського району.

## Господарство
У присілку діють фельдшерсько-акушерський пункт, клуб, спортивний майданчик та магазин.